# Бирд, Уильям Холбрук
Уильям Холбрук Бирд (англ. William Holbrook Beard; 1825, Пейнсвилл, штат Огайо — 1900, Бруклин, Нью-Йорк) — американский живописец, анималист, представитель Дюссельдорфской художественной школы.

## Биография
Бирд родился в Пейнсвилле (Огайо). Учился за границей, был связан с Дюссельдорфской школой живописи. В 1861 году переехал в Нью-Йорк, там в 1862 году стал членом Национальной академии дизайна.
Его юмористические изображения таких животных, как медведи, кошки, собаки, лошади и обезьяны были сатирическими и высмеивали человеческие пороки. Эти картины принесли ему большую популярность. Его произведения репродуцировались. Консервативные круги искусство Уильяма Бирда подвергали критике.
Его брат Джеймс Генри Бирд (1814—1893) также был художником.
Умер в Бруклине. Похоронен на кладбище Грин-Вуд.